# Соков, Евгений Леонидович
Евгений Леонидович Соков (род. 25 сентября 1952, Куйбышев) — советский и российский учёный-невролог, вертеброневролог, алголог, доктор медицинских наук, профессор, врач высшей квалификационной категории, автор «Остеогенной теории нейроортопедических заболеваний» и разработчик на её основе приоритетно Российского нового метода лечения боли — внутрикостные блокады.

## Биография
Родился в 1952 году в городе Куйбышев. В 1976 году окончил 2-й Московский медицинский институт им. Н. И. Пирогова по специальности «лечебное дело», В 1977 г. окончил интернатуру по травматологии и ортопедии, после чего с 1977 по 1980 г. работал врачом-ортопедом в поликлинике № 118 г. Москвы, где начал широко применять лечебные блокады у пациентов с различными болевыми синдромами. В 1980—1985 гг. проходил обучение в клинической ординатуре и аспирантуре на кафедре нервных болезней и нейрохирургии Университета дружбы народов им. П. Лумумбы. Прошел курсы первичной специализации в ЦОЛИУВе в 1978 году по иглорефлексотерапии, а в 1982 году по мануальной терапии. После успешной защиты в 1985 году кандидатской диссертации «Внутримышечные и внутрикостные блокады в комплексном лечении неврологических проявлений поясничного остеохондроза» — работал ассистентом, затем доцентом этой же кафедры.1988-1989 году прошел стажировку в США, в 1997 году в Великобритании по проблемам боли. В 1996 году защитил докторскую диссертацию «Остеогенные афферентные реакции в патогенезе клинических проявлений поясничного остеохондроза и механизмы эффективности внутрикостных блокад» и в том же году стал заведующим кафедрой нервных болезней и нейрохирургии РУДН., которую возглавлял до 2015 г. В 2015 г. организовал и возглавил кафедру алгологии и реабилитации в Институте восточной медицины РУДН, где в настоящее время продолжает работу по своему научному направлению С 2003 г. руководит Клиникой лечения боли в ГКБ № 64 г. Москвы, которая в настоящее время стала клинической базой кафедры алгологии и реабилитации ИВМ РУДН.
Является членом редколлегии «Российского журнала боли», членом Президиума Правления Всероссийского общества неврологов, членом International Association for the Study of Pain, академиком Международнародной Академии Информатизации

## Научная деятельность
Автор приоритетно российского научного направления «Остеогенная неврология и вертеброневрология», автор «Остеогенной теории нейроортопедических заболеваний» и разработанного на её основе новой медицинской технологии «Внутрикостные блокады».
Автор косметического шва по Сокову Е. Л. Под его руководством защищено 2 докторские и 13 кандидатских диссертаций, автор более 300 научных статей,15 монографий, учебников, учебных пособий, учебно-методических комплексов, автор 7 патентов на изобретения. В 2010—2013 гг. научное направление было поддержано грантом Российского фонда фундаментальных исследований,

### Основные труды
- Соков Е. Л. Клиническая нейротравматология и нейроортопедия: Руководство./Л. П. Соков, Е. Л. Соков, С. Л. Соков — М.: ИД «Камерон», 2004. — 528 с.
- Соков Е. Л. Остеогенная вертеброневрология и внутрикостные блокады / Е. Л. Соков, Л. Е. Корнилова. — М.: Российский университет дружбы народов, 2013. — 205 с. Москва, РУДН.- 2013 г.- 225 с.
- Корнилова Л. Е. Внутрикостные блокады (клинические наблюдения): монография / Л. Е. Корнилова, Е. Л. Соков, О. П. Артюков. — М.: Издательский дом Академии Естествознания, 2014 — 174с.
- Неврологическое исследование и топический диагноз / Е. Л. Соков, Л. Е. Корнилова. — Москва : Российский ун-т дружбы народов, 2014. — 225 с.
- NEUROLOGICAL EXAMINATION AND TOPICAL DIAGNOSIS. E.L. Sokov, L.E. Konilova M. PFUR, 2014.

## Награды
- 2011 г. — за научные исследования награждён медалью имени Роберта Коха (Ганновер, Германия).
- 2012 г. — присвоено звание заслуженный работник Высшей школы Российской Федерации
- 2013 г. — присвоено звание Ветеран труда
- 2015 г. — Награждён золотой медалью и Гран-при Парижского книжного салона за мнонографию «Внутрикостные блокады (клинические наблюдения)».